# Roger Lutz
Roger Lutz (* 15. Juli 1964 in Linden) ist ein ehemaliger deutscher Fußballspieler.

## Sportlicher Werdegang
Roger Lutz wechselte 1987 vom FK Clausen, zu dem er vom FV Linden 1931 gekommen war, zum 1. FC Kaiserslautern, bei dem er bis 2000 seine gesamte Profikarriere verbrachte.
Beachtenswert ist, dass Roger Lutz, ebenso wie sein Bruder Jürgen Lutz, seine Profilaufbahn zugunsten seines Studiums unterbrach und somit freiwillig auf seine besten Jahre als Profi verzichtete, um dann nach erlangtem Diplom (Bauingenieurwesen) als Amateur in den Kader zurückzukehren, wonach er dann seine zweite deutsche Meisterschaft gewann.
Zusammen mit seinem Cousin Kai Vatter, selbst ein regional sehr bekannter Fußballspieler, betrieb er von 2000 bis 2007 ein Ingenieurbüro in Linden.
Der Abwehrspieler ist statistisch gesehen einer der erfolgreichsten Spieler des FCK. Lutz gewann mit Kaiserslautern zweimal die Deutsche Meisterschaft (1991, 1998) sowie zweimal den DFB-Pokal (1990, 1996). Er ist damit neben Axel Roos nach Titeln der erfolgreichste FCK-Spieler. Seine Spielerlaufbahn ließ Lutz in Luxemburg beim F91 Düdelingen ausklingen. Auch dort gewann er zweimal die Luxemburger Meisterschaft 2001 und 2002.  Von 2002 bis 2004 war Lutz im Aufsichtsrat des FCK. Von 2008 bis 2011 war Roger Lutz beim Kreisligisten SV Erlenbach spielberechtigt, bestritt in dieser Zeit aber keine Partie für den südpfälzischen Verein.
2003/04 agierte er als Spielertrainer bei F91 Düdelingen, wo er Luxemburger Pokalsieger wurde, 2004/05 als Trainer bei Jeunesse Esch und von 2005 bis 2007 beim SC Hauenstein. Von Juni 2007 bis Februar 2008 war er neben Cheftrainer Kjetil Rekdal als Assistenztrainer beim 1. FC Kaiserslautern tätig. Kurze Zeit nach seiner Entlassung nahm er seine Tätigkeit als Assistenztrainer unter dem neuen FCK-Trainer Milan Šašić jedoch wieder auf. Zusätzlich bekleidet er seit der Saison 2008/09 den Posten des Teammanagers.
Auch in der Saison 2009/10 bekleidet er die Posten des Teammanagers und des Co-Trainers des 1. FC Kaiserslautern, mit dem er als Meister der 2. Bundesliga in die 1. Bundesliga aufstieg. Seit Sommer 2011 ist er ausschließlich als Teammanager tätig.
Sein Engagement beim 1. FC Kaiserslautern beendet er zum Ende der Saison 2020/21.

## Statistik
- Bundesliga: 99 Spiele (1 Tor)
- 2. Bundesliga: 5 Spiele